# Miroslav Liďák
Miroslav Liďák (28. června 1934 Trojanovice pod Radhoštěm – 1. prosince 1983 Praha) byl český kreslíř a karikaturista, známý rovněž pod pseudonymem „Haďák“.
Publikoval hlavně v Dikobrazu, Reportéru, Literárních novinách, Literárních listech a Mladém světě.
Známé jsou především jeho karikatury z roku 1968, z nichž některé zlidověly („Zprava dobrý! Zleva tanky!“).
Byl členem skupiny Polylegran.

## Životopis
Liďák studoval gymnázium v Novém Jičíně, přešel na výtvarnou školu ve Zlíně (později se škola stěhuje do Uherského Hradiště).
Od roku 1957 pracoval jako výtvarný redaktor časopisu ABC.
V roce 1959 byl jedním ze zakládajících redaktorů časopisu Mladý svět.
Liďák a spisovatel Pavel Hanuš (1928–1991) – autor námětů – tvořili dvojici, která publikovala pod pseudonymem „Haďák“.
Jejich spolupráce trvala od 1957 do 1963, pak Liďák publikoval sám, ale k pseudonymu Haďák se občas vracel.
Liďák většinou kreslil čínským štětcem na velké formáty. Vzorem mu byli Josef Čapek, Josef Lada, František Bidlo.
V roce 1962 musel Liďák z Mladého světa odejít.
Od té doby nebyl nikdy zaměstnán a pracoval externě.
V době, kdy nemohl publikovat karikatury, si sháněl obživu grafikou na zakázku a prací pro film.
V roce 1964 stál před soudem za kresbu státního znaku ČSSR, v níž lva nahradil dvouocasým Švejkem.
Liďák byl odsouzen na 1 rok vězení. Odvolací soud změnil rozsudek na podmíněný. V roce 1968 byl rozsudek zrušen.
V červnu 1979 omdlel ve svém ateliéru, několik měsíců poté strávil v nemocnici.
Byl mu přiznán invalidní důchod.
Miroslav Liďák zemřel ve věku 49 let na zánět plic.
V roce 2014 získal in memoriam čestný titul HUDr. (Doctor humoris causa).

### Výběr kreseb
- „Že se už může...“ – http://archiv.ucl.cas.cz/index.php?path=LitL/1.1968/5/2.png – LL 28. 3. 1968
- „Melodie budou ovšem...“ – http://archiv.ucl.cas.cz/index.php?path=LitL/1.1968/10/2.png – LL 2. 5. 1968
- „Keď nenastanú komplikácie...“ – http://archiv.ucl.cas.cz/index.php?path=LitL/1.1968/18/1.png – LL 27. 6. 1968
- „Zprava dobrý! Zleva tanky!“ – http://archiv.ucl.cas.cz/index.php?path=LitL/1.1968/20/2.png – LL 11. 7. 1968
- „Dyť nehoří“ – http://archiv.ucl.cas.cz/index.php?path=LitL/1.1968/22/1.png – LL 25. 7. 1968